# Макс фон Штіотта
Макс Едлер фон Штіотта (нім. Max Edler von Stiotta; 6 червня 1887, Трієст — 25 листопада 1977, Відень) — австро-угорський, австрійський і німецький офіцер італійського походження, генерал-майор вермахту (20 квітня 1945). Кавалер Німецького хреста в золоті.

## Біографія
В 1907 році вступив у Технічну військову академію. В 1910 році вступив у інженерні частини австро-угорської армії. Учасник Першої світової війни. Після війни продовжив службу в австрійській армії. З 5 квітня 1919 року — офіцер Інженерного штабу. З  1919 року —  начальник гвинтової фабрики в Бартельмусі, з 1923 року — в Корловаці, одночасно став членом 6-го технічного бюро у Відні. З 1936 року — викладач офіцерського училища. Після аншлюсу автоматично перейшов у вермахт і призначений в штаб 8-х фортечних-інженерних кадрів у Трірі. Учасник будівництва Атлантичного валу.
В 1939 році призначений 1-м офіцером штабу фортечних інженерних кадрів групи армій «A». В квітні 1940 року переведений в 19-ті фортечні інженерні кадри. Учасник Французької кампанії. З жовтня 1940 року — командир 295-го інженерного батальйону. 2 жовтня 1941 року переведений в ОКГ, в грудні призначений заступником командувача інженерними частинами групи армій «Центр». Учасник Німецько-радянської війни, включаючи Сталінградську битву. 26 серпня 1942 року знову переведений в 19-ті фортечні інженерні кадри, які очолив 10 жовтня 1943 року. Учасник будівництва Атлантичного валу і боїв у Нормандії, згодом переведений на Схід, де брав участь у придушенні Варшавського повстання. В кінці війни був армійським керівником інженерних частин під Берліном, кінець війни зустрів на Одері. В 1945-48 роках перебував у радянському полоні.
Після звільнення в 1948-49 роках жив у Нижній Саксонії. В 1950 році працював письменником і технічним радником у Відні. В 1953-56 роках — інженер-консультант фірми Buchecker. В 1956-62 роках — консультант Федерального міністерства оборони.

## Нагороди
- Ювілейний хрест
- Бронзова медаль «За військові заслуги» (Австро-Угорщина) з мечами (7 липня 1915)
- Маріанський хрест (14 жовтня 1915)
- Хрест «За військові заслуги» (Австро-Угорщина) 3-го класу з військовою відзнакою і мечами (13 травня 1916)
- Військовий Хрест Карла
- Залізний хрест 2-го класу
- Медаль «За поранення» (Австро-Угорщина) з однією смугою
- Пам'ятна військова медаль (Австрія) з мечами
- Пам'ятна військова медаль (Угорщина) з мечами
- Почесний хрест ветерана війни з мечами
- Медаль «За вислугу років у Вермахті» 4-го, 3-го, 2-го і 1-го класу (25 років; 20 червня 1939) — отримав 4 медалі одночасно.
- Нагрудний знак «За поранення» в чорному
- Медаль «За Атлантичний вал»
- Застібка до Залізного хреста 2-го класу (28 травня 1940)
- Хрест Воєнних заслуг 2-го і 1-го (2 жовтня 1941) класу з мечами
- Нагрудний знак «За участь у загальних штурмових атаках» (січень 1942)
- Залізний хрест 1-го класу (31 липня 1942)
- Медаль «За зимову кампанію на Сході 1941/42» (26 серпня 1942)
- Німецький хрест в золоті (10 жовтня 1943)